# Ducado de Santo Mauro
El ducado de Santo Mauro es un título nobiliario español creado  con grandeza de España originaria por la reina regente María Cristina de Habsburgo-Lorena y concedido, en nombre de Alfonso XIII, a favor del senador Mariano Fernández de Henestrosa y Ortiz de Mioño mediante real decreto del 16 de junio de 1890 y despacho expedido el 30 de julio del mismo año.
Con esta nueva creación se convirtió en título del reino español el título siciliano de príncipe de Santo Mauro, concedido en 1705 por Felipe V a Diego de Ventimiglia y Rodríguez de Santisteban y en posesión, a finales del siglo XIX, del beneficiario del ducado.

## Duques de Santo Mauro
|                           | Titular                                          | Periodo                   |
| Creación por Alfonso XIII | Creación por Alfonso XIII                        | Creación por Alfonso XIII |
| ------------------------- | ------------------------------------------------ | ------------------------- |
| I                         | Mariano Fernández de Henestrosa y Ortiz de Mioño | 1890-1919                 |
| II                        | Rafael Fernández de Henestrosa y Salabert        | 1919-1939                 |
| III                       | Casilda Fernández de Henestrosa y Salabert       | 1941-1987                 |
| IV                        | Casilda de Silva y Fernández de Henestrosa       | 1988-2008                 |
| V                         | Álvaro Fernández-Villaverde y Silva              | 2009-hoy                  |

## Historia de los duques de Santo Mauro

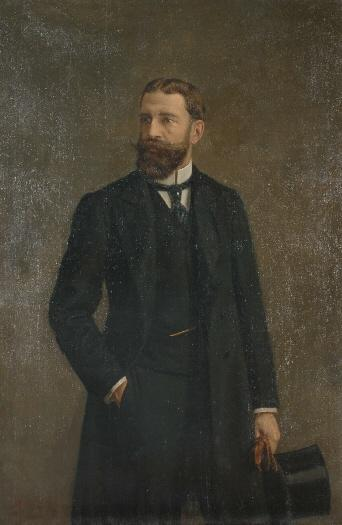
Mariano Fernández de Henestrosa y Ortiz de Mioño (1858-1919), I duque de Santo Mauro

- Mariano Fernández de Henestrosa y Mioño (Las Fraguas, 2 de noviembre de 1858-Madrid, 6 de febrero de 1919), I duque de Santo Mauro, II conde de Estradas, caballero de la Real Maestranza de Sevilla, Collar de la Orden de Carlos III, Gran Cordón de la Legión de Honor, senador del reino, gentilhombre de cámara del rey, mayordomo y caballerizo mayor de la reina, licenciado en Derecho, diplomático, alcalde de Madrid e Hijo Adoptivo de San Fernando.[3][4]

Casó el 24 de marzo de 1884, en Madrid, con Casilda de Salabert y Arteaga, IX marquesa de la Torrecilla, XI duquesa de Ciudad Real, marquesa de Navahermosa, condesa de Aramayona y de Ofalia, camarera mayor de la princesa de Asturias etc. El 5 de febrero de 1920 le sucedió su hijo:
- Rafael Fernández de Henestrosa y Salabert (Saint Cloud, Francia, 1 de septiembre de 1895-Biarritz, 30 de marzo de 1939), II duque de Santo Mauro, III conde de Estradas, teniente de navío de la Real Armada, gentilhombre de cámara del rey con ejercicio y servidumbre, caballero de la Orden de Calatrava.[5][4]

Falleció soltero. El 2 de marzo de 1956, previo decreto del 19 de enero de 1951 convalidando la sucesión provisional concedida por la Diputación de la Grandeza, le sucedió su hermana:
- Casilda Fernández de Henestrosa y Salabert (Madrid, 17 de noviembre de 1888-Madrid, 5 de agosto de 1987), III duquesa de Santo Mauro, IV condesa de Estradas, dama de la reina Victoria Eugenia, dama noble de la Orden de María Luisa y de la Real Maestranza de Valencia.[5][4]

Casó el 27 de noviembre de 1912, en Madrid, con Mariano de Silva Bazán y Carvajal, XIII marqués de Santa Cruz, XI marqués de Villasor, XIV marqués del Viso, diputado a Cortes etc., que era hijo de Álvaro de Silva y Fernández de Córdoba y su esposa Luisa de Carvajal y Dávalos. El 22 de julio de 1988, previa orden del 20 de mayo del mismo año para que se expida la correspondiente carta de sucesión (BOE del 8 de junio), le sucedió su hija:
- Casilda de Silva y Fernández de Henestrosa (Madrid, 3 de abril de 1914-6 de enero de 2008), IV duquesa de Santo Mauro, V duquesa de San Carlos, XIV marquesa de Santa Cruz, XI marquesa de Arcicóllar, XVI marquesa del Viso, XII marquesa de Villasor, V condesa de Estradas, II condesa de Carvajal, XI condesa de Castillejo, III condesa de San Martín de Hoyos, Gran Cruz de la Orden de la Beneficencia y de la Orden del Mérito Naval, Lazo de Dama de la Orden de Isabel la Católica, presidente de la Cruz Roja Española, vocal del Patronato del Museo Naval.[9][7]

Casó el 26 de diciembre de 1942, en la parroquia de San Marcos (Madrid), con José Fernández-Villaverde y Roca de Togores (1902-1988), IV marqués de Pozo Rubio, embajador de España, consejero permanente de Estado etc., que era hijo de Raimundo Fernández-Villaverde y García-Rivero, presidente del Consejo de Ministros, ministro de Gracia y Justicia, de Gobernación y de Hacienda etc., y su esposa Ángela Roca de Togores y Aguirre-Solarte, I marquesa de Pozo Rubio. El 18 de marzo de 2009, previa orden del 2 de febrero del mismo año para que se expida la correspondiente carta de sucesión (BOE del 24 de febrero), le sucedió su hijo:
- Álvaro Fernández-Villaverde y Silva (n. Woking, Londres, 3 de noviembre de 1943), V duque de Santo Mauro, VI duque de San Carlos, V marqués de Pozo Rubio, XV marqués de Santa Cruz, XIII marqués de Villasor, XVII marqués del Viso, XII conde de Castillejo y conde de Togores, caballero de la Orden de Santiago, maestrante de Sevilla, Cruz de caballero y comendador de la Orden de Isabel La Católica, licenciado en Derecho y diplomático, presidente de la Diputación y Consejo de la Grandeza de España y vocal del Patronato del Museo Naval.[12][7]

Casó en primeras nupcias el 5 de abril de 1968, en la catedral de Ciudad Rodrigo, con Estrella Bernaldo de Quirós y Tacón (n. 1944), hija de Luis Bernaldo de Quirós y Bustillo y su esposa Ana María Tacón y Rodríguez de Rivas, V duquesa de la Unión de Cuba. Casó en segundas nupcias el 27 de abril del 2002, en Valdepeñas (Ciudad Real), con Enriqueta Bosch y García Bravo (n. 1948).